# Wohn- und Wirtschaftsgebäude Feldstraße 3

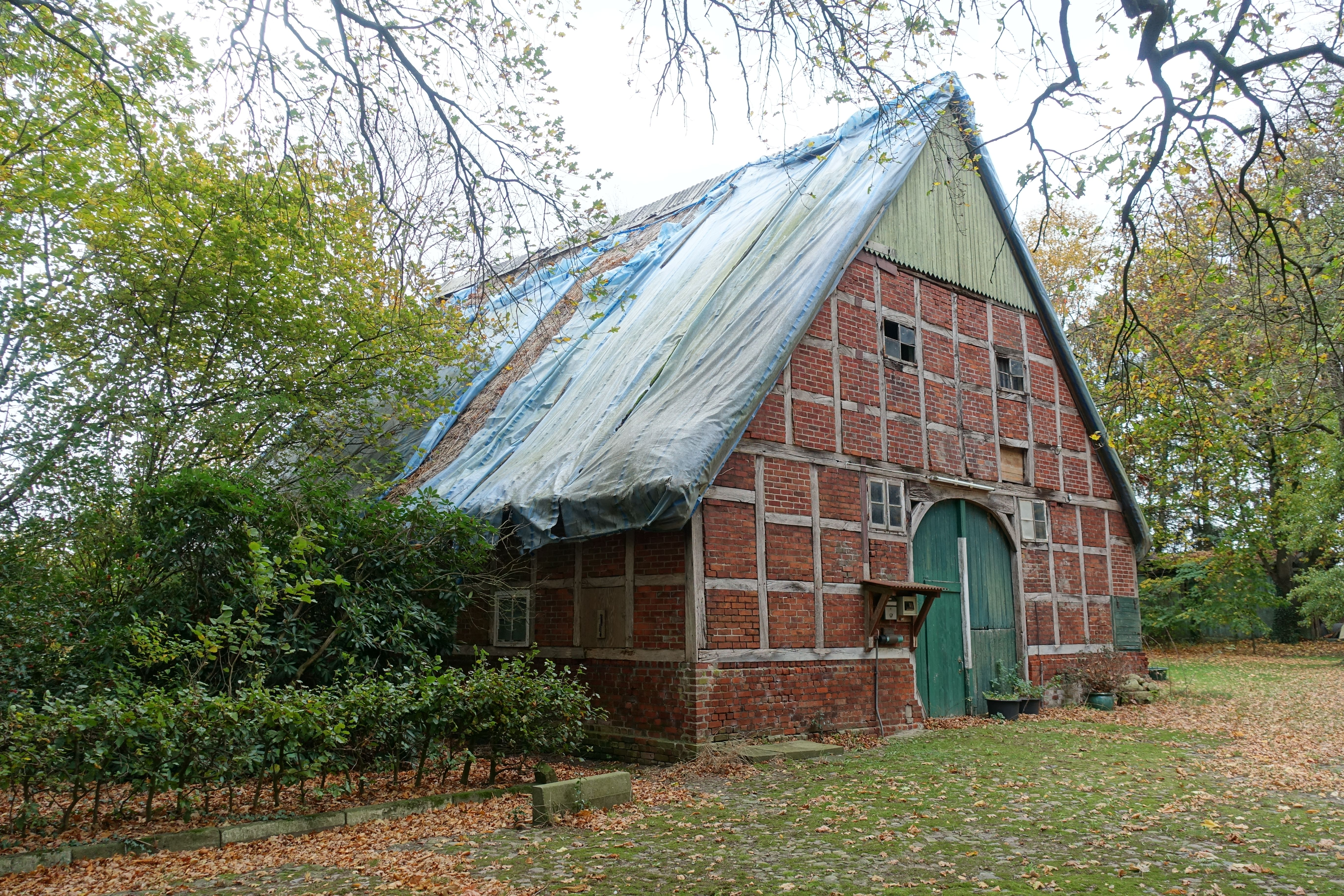
Südwest- und Südostfassade (2022)

Das Wohn- und Wirtschaftsgebäude Feldstraße 3 in der niedersächsischen Gemeinde Farven, Ortsteil Byhusen, wurde am Anfang des 20. Jahrhunderts gebaut. Aktuell (2025) wird es zum Wohnen und gewerblich genutzt.
Das Gebäude steht unter Denkmalschutz (siehe auch Liste der Baudenkmale in Farven).

## Beschreibung
Das eingeschossige giebelständige Gebäude als Zweiständer-Hallenhaus in gleichmäßigem Raster-Fachwerk mit Steinausfachungen, reetgedecktem Satteldach und Grooter Door mit Rundbogen sowie regionaltypischer senkrechter Verbretterung in den oberen Giebeldreiecken wurde wohl 1906 gebaut.
Auch der alte Baumbestand ist denkmalgeschützt.